# 577881 Palinkaslibor
577881 Palinkaslibor este o planetă minoră (asteroid) din centura de asteroizi. A fost descoperită pe 27 septembrie 2013 la Piszkéstetői Obszervatórium⁠(d) de Krisztián Sárneczky⁠(d). 
Obiectul prezintă o orbită caracterizată de o semiaxă mare de 2,5853825291314 UAi, o excentricitate de 0,17829233627261, o înclinație de 13,309433310416 ° în raport cu ecliptica.